# Estación de Temple (París)
Temple es una estación de la línea 3 del metro de París situada en el III Distrito de la ciudad.

## Historia
La estación fue inaugurada el 19 de octubre de 1904 con la apertura del tramo inicial de la línea 3. 
Debe su nombre a la antigua Torre del Temple que fue construida por los templarios en el año 1240. 

## Descripción
Se compone de dos andenes laterales de 75 metros de longitud y de dos vías.
Está diseñada en bóveda elíptica revestida completamente de los clásicos azulejos blancos biselados del metro parisino.
Su iluminación ha sido renovada empleando el modelo vagues (olas) con estructuras casi adheridas a la bóveda que sobrevuelan ambos andenes proyectando la luz en varias direcciones.
La señalización por su parte usa la moderna tipografía Parisine donde el nombre de la estación aparece en letras blancas sobre un panel metálico de color azul. Por último los asientos son sencillos bancos de madera. 

## Accesos
La estación dispone de un único acceso situado en el cruce de las calles du Temple con la calle Turbigo. Está catalogado como Monumentos Histórico al haber sido realizado por Hector Guimard.